# Pikketanussie
Pikketanussie is Amsterdams dialect voor een borrel (graanjenever). In de Amsterdamse kroegen was het normaal om een pikketanussie te vragen. Werd de borrel goed ingeschonken dan kreeg de jenever een bolle kop op het borrelglaasje staan  (een meniscus). Dit werd dan een "over het IJ kijkertje" genoemd.
Volgens taalhistoricus Ewoud Sanders werd het woord pikketanussie voor het eerst opgetekend in het jaar 1897, en wel in het boekje Militaire en andere schetsen van M.A.C. Nierstrasz. Harry de Groot schreef een lied over het drankje, Een Pikketanussie, dat door Johnny Jordaan populair werd gemaakt.
Het woord zou zijn voortgekomen uit de term 'pikheet'. Deze komt uit de zeilvaart, toen het hout van een schip met pek werd bewerkt (o.a. breeuwen). Dat pek moest worden verwarmd tot het heet en vloeibaar was geworden. Dat duurde ongeveer een kwartier, hetgeen de werklieden op de scheepswerf een moment van pauze gaf; pek-is-heet / pikheet.
Vanuit de zeevaart is de term 'pikheet' voor een koffiepauze in de ochtend of middag overgewaaid naar zeemanssteden, zoals Amsterdam. Als dan in de middag in plaats van koffie een anijs-jenever werd gedronken, sprak men van pikheet-anijs(je), wat op z'n Amsterdams wordt uitgesproken als pikketanussie.